# Kiril Dojčinovski
Kiril Dojčinovski (macedón cirill betűkkel: Kиpил Дojчинoвcки; Szkopje, 1943. október 17. – 2022. augusztus 10.) macedón labdarúgó, edző.

## Pályafutása

### A válogatottban
1969–1974 között 6 alkalommal szerepelt a jugoszláv válogatottban. Részt vett az 1974-es világbajnokságon.

## Sikerei, díjai

### Játékosként
Crvena zvezda
- Jugoszláv bajnok (4): 1967–68, 1968–69, 1969–70, 1972–73
- Jugoszláv kupa (3): 1967–68, 1969–70, 1970–71
- Közép-európai kupa (1): 1967–68

### Edzőként
CD Luis Angel Firpo
- El salvadori bajnok (2): 1991–92, 1992–93